# デ・ヴィル家への招待状
『デ・ヴィル家への招待状』（原題:The Invitation）は2022年に公開されたアメリカ合衆国のホラー映画である。監督はジェシカ・M・トンプソン、主演はナタリー・エマニュエルが務めた。本作はブラム・ストーカーの小説『吸血鬼ドラキュラ』（1897年）からインスピレーションを得ている。
本作は日本国内で劇場公開されなかったが、デジタル配信が行われている。

## 概略
ある日のニューヨーク。イヴリン・ジャクソン（イヴィー）はイングランドに遠い親戚(オリヴァー・アレクサンダー)がいることを初めて知り、直接会うべく現地へと向かった。会って話すだけで終わるつもりだったが、オリヴァーの強い勧めもあって、イヴィーはアレクサンダー家にとって重要な結婚式に参列することになった。式場となる大邸宅にはどこか不気味な雰囲気が漂っており、イヴィーはいくつかの怪現象に遭遇した。ただ、邸宅の主、ウォルターはとても魅力的な人物に思えた。ふと気がつけば、イヴリンは彼と恋仲になっていた。
そして、結婚式の前夜、ウォルターから思いもよらぬ事実が告げられる。この式は最初からウォルターがイヴィーと結婚するためのものだったというのである。ウォルターとアレクサンダー家の間に隠された秘密を知り、イヴィーは恐怖に震え上がった。しかし、生き延びるには必死で戦うしかなかった。

## キャスト
※括弧内は日本語吹替。
- イヴリン・ジャクソン（イヴィー）：ナタリー・エマニュエル（藤井ゆきよ）
- ウォルター・デ・ヴィル：トーマス・ドハティ（濱野大輝）
- ヴィクトリア：ステファニー・コーネリアセン（木村香央里）
- ルーシー：アラナ・ボーデン（佐藤里緒）
- ミスター・フィールド：ショーン・パートウィー（及川いぞう）
- オリヴァー・アレクサンダー：ヒュー・スキナー（豊田茂）
- ミセス・スウィフト：キャロル・アン・クロフォード（近内仁子）
- グレイス：コートニー・テイラー（水咲まりな）
- ディヤ：ティアン・チャウドリー（祐花）
- エマリン：ヴィラグ・バラニー

日本語吹替その他：橋本しんめい、見上裕昭、尾花糸名子、島田愛野、前迫愛朱佳、三宅貴洋、石井まみ、松田裕市、羽鳥佑
日本語版制作スタッフ 演出：小山悟、翻訳：加藤真由美、調整：松中享子、制作：東北新社

## 製作
2019年4月15日、スクリーン・ジェムズがブレア・バトラーの執筆した脚本の映画化権を獲得し、サム・ライミやロバート・タパートらがプロデューサーとして携わることになったと報じられた。2020年6月10日、本作のタイトルが『The Bride』に決まり、ジェシカ・M・トンプソンが監督に起用されたとの報道があった。なお、この時点でライミとタパートは企画から降板していた。2021年5月、ナタリー・エマニュエルとギャレット・ヘドランドの出演が決まった。8月、ステファニー・コーネリアセンとアラナ・ボーデンの起用が発表された。10月、降板することになったヘドランドの代役をトーマス・ドハティが務めることが発表されると共に、ヒュー・スキナー、コートニー・テイラー、ショーン・パートウィーらがキャスト入りした。

### 撮影・音楽
2021年9月、本作の主要撮影がハンガリーのブダペストで始まった。2022年6月27日、ダラ・テイラーが本作で使用される楽曲を手掛けるとの報道があった。8月26日、マディソン・ゲート・レコーズが本作のサウンドトラックを発売した。

## マーケティング・興行収入
2022年6月23日、本作のタイトルが『The Bride』から『The Invitation』に変更されていたことが判明した。28日、本作のオフィシャル・トレイラーが公開された。8月26日、本作は全米3114館で封切られ、公開初週末に680万ドルを稼ぎ出し、週末興行収入ランキング初登場1位となった。

## 評価
本作に対する批評家からの評価は芳しいものではない。映画批評集積サイトのRotten Tomatoesには62件のレビューがあり、批評家支持率は26%、平均点は10点満点で4.7点となっている。サイト側による批評家の見解の要約は「ライトな仕上がりは新鮮であり、主演のナタリー・エマニュエルも魅力的である。しかし、『デ・ヴィル家への招待状』のストーリー展開は誰でも予測できてしまうため、恋愛ドラマとしても、ホラーとしてもスリルに欠ける」となっている。また、Metacriticには14件のレビューがあり、加重平均値は45/100となっている。なお、本作のCinemaScoreはCとなっている。